# Estoril Open 2000 - Qualificazioni singolare maschile
Le qualificazioni del singolare maschile dell'Estoril Open 2000 sono state un torneo di tennis preliminare per accedere alla fase finale della manifestazione. I vincitori dell'ultimo turno sono entrati di diritto nel tabellone principale. In caso di ritiro di uno o più giocatori aventi diritto a questi sono subentrati i lucky loser, ossia i giocatori che hanno perso nell'ultimo turno ma che avevano una classifica più alta rispetto agli altri partecipanti che avevano comunque perso nel turno finale.
Le qualificazioni del torneo Estoril Open 2000 prevedevano 38 partecipanti di cui 4 sono entrati nel tabellone principale.

## Teste di serie
1. Daniel Vacek (primo turno)
2. George Bastl (secondo turno)
3. Markus Hipfl (ultimo turno)
4. German Puentes-Alcaniz (ultimo turno)

1. Bohdan Ulihrach (Qualificato)
2. Cyril Saulnier (primo turno)
3. Álex Calatrava (primo turno)
4. Jean-René Lisnard (primo turno)

## Qualificati
1. Feliciano López
2. David Nalbandian

1. Oscar Burrieza-Lopez
2. Bohdan Ulihrach

## Tabellone

### Legenda
| - Q = Qualificato - WC = Wild card - LL = Lucky loser | - ALT = Alternate - SE = Special Exempt - PR = Protected Ranking | - w/o = Walkover - r = Ritirato - d = Squalificato |

### Sezione 1
|  | Primo turno         | Primo turno           | Primo turno         | Primo turno | Primo turno |  |  | Secondo turno         | Secondo turno         | Secondo turno         | Secondo turno         | Secondo turno         |    |   | Ultimo turno    | Ultimo turno    | Ultimo turno    | Ultimo turno | Ultimo turno |  |
|  |                     |                       |                     |             |             |  |  |                       |                       |                       |                       |                       |    |   |                 |                 |                 |              |              |  |
|  |                     | Feliciano López       | 3                   | 6           | 6           |  |  |                       |                       |                       |                       |                       |    |   |                 |                 |                 |              |              |  |
|  | 1                   | Daniel Vacek          | 6                   | 3           | 4           |  |  | Feliciano López       | Feliciano López       | Feliciano López       | 7                     | 6                     |    |   |                 |                 |                 |              |              |  |
|  | Andy Fahlke         | Andy Fahlke           | Andy Fahlke         | 6           | 6           |  |  | Andy Fahlke           | Andy Fahlke           | Andy Fahlke           | 5                     | 0                     |    |   |                 |                 |                 |              |              |  |
|  | Stefano Pescosolido | Stefano Pescosolido   | Stefano Pescosolido | 1           | 3           |  |  |                       |                       |                       |                       |                       |    |   | Feliciano López | Feliciano López | Feliciano López | 7            | 7            |  |
|  | João Cunha e Silva  | João Cunha e Silva    | João Cunha e Silva  | 6           | 7           |  |  |                       |                       | Eduardo Nicolas-Espin | Eduardo Nicolas-Espin | Eduardo Nicolas-Espin | 63 | 5 |                 |                 |                 |              |              |  |
|  | Bruno Fragoso       | Bruno Fragoso         | Bruno Fragoso       | 3           | 5           |  |  | João Cunha e Silva    | João Cunha e Silva    | João Cunha e Silva    | 4                     | 2                     |    |   |                 |                 |                 |              |              |  |
|  |                     | Eduardo Nicolas-Espin | 6                   | 4           | 7           |  |  | Eduardo Nicolas-Espin | Eduardo Nicolas-Espin | Eduardo Nicolas-Espin | 6                     | 6                     |    |   |                 |                 |                 |              |              |  |
|  | 8                   | Jean-René Lisnard     | 0                   | 6           | 5           |  |  |                       |                       |                       |                       |                       |    |   |                 |                 |                 |              |              |  |

### Sezione 2
|  | Primo turno         | Primo turno         | Primo turno         | Primo turno | Primo turno |  |  | Secondo turno       | Secondo turno       | Secondo turno       | Secondo turno    | Secondo turno |   |   | Ultimo turno        | Ultimo turno        | Ultimo turno | Ultimo turno | Ultimo turno |  |
|  |                     |                     |                     |             |             |  |  |                     |                     |                     |                  |               |   |   |                     |                     |              |              |              |  |
|  | 2                   | George Bastl        | George Bastl        | 6           | 6           |  |  |                     |                     |                     |                  |               |   |   |                     |                     |              |              |              |  |
|  |                     | Martin Spottl       | Martin Spottl       | 2           | 2           |  |  | 2                   | George Bastl        | 3                   | 6                | 1             |   |   |                     |                     |              |              |              |  |
|  | Vincenzo Santopadre | Vincenzo Santopadre | Vincenzo Santopadre | 6           | 6           |  |  |                     | Vincenzo Santopadre | 6                   | 3                | 6             |   |   |                     |                     |              |              |              |  |
|  | Rogier Wassen       | Rogier Wassen       | Rogier Wassen       | 4           | 2           |  |  |                     |                     |                     |                  |               |   |   | Vincenzo Santopadre | Vincenzo Santopadre | 6            | 1            | 1            |  |
|  | Oscar Serrano-Gamez | Oscar Serrano-Gamez | Oscar Serrano-Gamez | 6           | 6           |  |  |                     |                     | David Nalbandian    | David Nalbandian | 1             | 6 | 6 |                     |                     |              |              |              |  |
|  | Lionel Roux         | Lionel Roux         | Lionel Roux         | 3           | 3           |  |  | Oscar Serrano-Gamez | Oscar Serrano-Gamez | Oscar Serrano-Gamez | 4                | 4             |   |   |                     |                     |              |              |              |  |
|  |                     | David Nalbandian    | 4                   | 6           | 6           |  |  | David Nalbandian    | David Nalbandian    | David Nalbandian    | 6                | 6             |   |   |                     |                     |              |              |              |  |
|  | 7                   | Álex Calatrava      | 6                   | 2           | 3           |  |  |                     |                     |                     |                  |               |   |   |                     |                     |              |              |              |  |

### Sezione 3
|  | Primo turno          | Primo turno          | Primo turno          | Primo turno | Primo turno |  |  | Secondo turno        | Secondo turno        | Secondo turno | Secondo turno        | Secondo turno        |   |   | Ultimo turno | Ultimo turno | Ultimo turno | Ultimo turno | Ultimo turno |  |
|  |                      |                      |                      |             |             |  |  |                      |                      |               |                      |                      |   |   |              |              |              |              |              |  |
|  | 3                    | Markus Hipfl         | Markus Hipfl         | 7           | 6           |  |  |                      |                      |               |                      |                      |   |   |              |              |              |              |              |  |
|  |                      | Stefano Tarallo      | Stefano Tarallo      | 65          | 3           |  |  | 3                    | Markus Hipfl         | 6             | 3                    | 6                    |   |   |              |              |              |              |              |  |
|  | Christian Vinck      | Christian Vinck      | 6                    | 5           | 6           |  |  |                      | Christian Vinck      | 4             | 6                    | 1                    |   |   |              |              |              |              |              |  |
|  | Florian Allgauer     | Florian Allgauer     | 3                    | 7           | 0           |  |  |                      |                      |               |                      |                      |   |   | 3            | Markus Hipfl | Markus Hipfl | 2            | 3            |  |
|  | Oscar Burrieza-Lopez | Oscar Burrieza-Lopez | Oscar Burrieza-Lopez | 6           | 6           |  |  |                      |                      |               | Oscar Burrieza-Lopez | Oscar Burrieza-Lopez | 6 | 6 |              |              |              |              |              |  |
|  | Tiago Vinhas-Sousa   | Tiago Vinhas-Sousa   | Tiago Vinhas-Sousa   | 3           | 1           |  |  | Oscar Burrieza-Lopez | Oscar Burrieza-Lopez | 6             | 3                    | 6                    |   |   |              |              |              |              |              |  |
|  |                      | Ignacio Truyol       | Ignacio Truyol       | 6           | 6           |  |  | Ignacio Truyol       | Ignacio Truyol       | 4             | 6                    | 1                    |   |   |              |              |              |              |              |  |
|  | 6                    | Cyril Saulnier       | Cyril Saulnier       | 3           | 3           |  |  |                      |                      |               |                      |                      |   |   |              |              |              |              |              |  |

### Sezione 4
|  | Primo turno     | Primo turno            | Primo turno            | Primo turno | Primo turno |  |  | Secondo turno | Secondo turno          | Secondo turno          | Secondo turno   | Secondo turno |   |   | Ultimo turno | Ultimo turno           | Ultimo turno | Ultimo turno | Ultimo turno |  |
|  |                 |                        |                        |             |             |  |  |               |                        |                        |                 |               |   |   |              |                        |              |              |              |  |
|  | 4               | German Puentes-Alcaniz | German Puentes-Alcaniz | 6           | 6           |  |  |               |                        |                        |                 |               |   |   |              |                        |              |              |              |  |
|  |                 | David Sánchez          | David Sánchez          | 2           | 4           |  |  | 4             | German Puentes-Alcaniz | German Puentes-Alcaniz | 6               | 6             |   |   |              |                        |              |              |              |  |
|  | Renzo Furlan    | Renzo Furlan           | Renzo Furlan           | 7           | 6           |  |  |               | Renzo Furlan           | Renzo Furlan           | 1               | 1             |   |   |              |                        |              |              |              |  |
|  | Filip Dewulf    | Filip Dewulf           | Filip Dewulf           | 64          | 4           |  |  |               |                        |                        |                 |               |   |   | 4            | German Puentes-Alcaniz | 2            | 6            | 1            |  |
|  | Francisco Costa | Francisco Costa        | Francisco Costa        | 6           | 6           |  |  |               |                        | 5                      | Bohdan Ulihrach | 6             | 4 | 6 |              |                        |              |              |              |  |
|  | Olivier Malcor  | Olivier Malcor         | Olivier Malcor         | 3           | 1           |  |  |               | Francisco Costa        | Francisco Costa        | 4               | 4             |   |   |              |                        |              |              |              |  |
|  | 5               | Bohdan Ulihrach        | Bohdan Ulihrach        | 6           | 6           |  |  | 5             | Bohdan Ulihrach        | Bohdan Ulihrach        | 6               | 6             |   |   |              |                        |              |              |              |  |
|  |                 | Luís Lourenço          | Luís Lourenço          | 1           | 0           |  |  |               |                        |                        |                 |               |   |   |              |                        |              |              |              |  |